# Austrian Open 1996
L'Austrian Open 1996 è stato un torneo di tennis giocato sulla terra rossa. È stata la 51ª edizione dell'Austrian Open, che fa parte della categoria World Series nell'ambito dell'ATP Tour 1996. Si è giocato al Kitzbühel Sportpark Tennis Stadium di Kitzbühel in Austria, dal 22 al 28 luglio 1996.

## Campioni

### Singolare maschile
Alberto Berasategui ha battuto in finale  Àlex Corretja con il punteggio di 6–2, 6–4, 6–4

### Doppio
Libor Pimek /  Byron Talbot hanno battuto in finale  David Adams /  Menno Oosting con il punteggio di 7–6, 6–3